# Zblewo (gmina)
La gmina de Zblewo est une commune rurale de la voïvodie de Poméranie et du powiat de Starogard. Elle compte 12225 habitants en 2021. Son siège est le village de Zblewo qui se situe à environ 14 kilomètres à l'ouest de Starogard Gdański et à 52 kilomètres au sud-ouest de Gdansk, la capitale régionale.

## Villages
La gmina de Zblewo comprend les villages et localités de Babie Doły, Białachówko, Białachowo, Biały Bukowiec, Borzechowo, Bytonia, Jezierce, Jeziornik, Karolewo, Kleszczewo Kościerskie, Królewski Bukowiec, Lipia Góra Mała, Lisewko, Mały Bukowiec, Miradowo, Nowy Cis, Pałubinek, Pazda, Piesienica, Pinczyn, Radziejewo, Semlin, Semlinek, Stary Cis, Tomaszewo, Trosowo, Twardy Dół, Wałdówko, Wirty, Zawada et Zblewo.

## Gminy voisines
La gmina de Zblewo est voisine des gminy de Kaliska, Lubichowo, Skarszewy, Stara Kiszewa et Starogard Gdański.